# Riverside (Nevada)
Riverside é uma comunidade não incorporada no nordeste do Condado de Clark, no estado norte-americano do Nevada. Fica localizada junto ao Rio Virgin próximo de   Bunkerville e  Meaquite; a cidade fica acessível através da Nevada State Route 170, que liga as três cidades.
Fica localizada na  The Old Spanish Trail, a sul de Mesquite, e possui uma ponte sobre o rio Virgin.